# 태극당

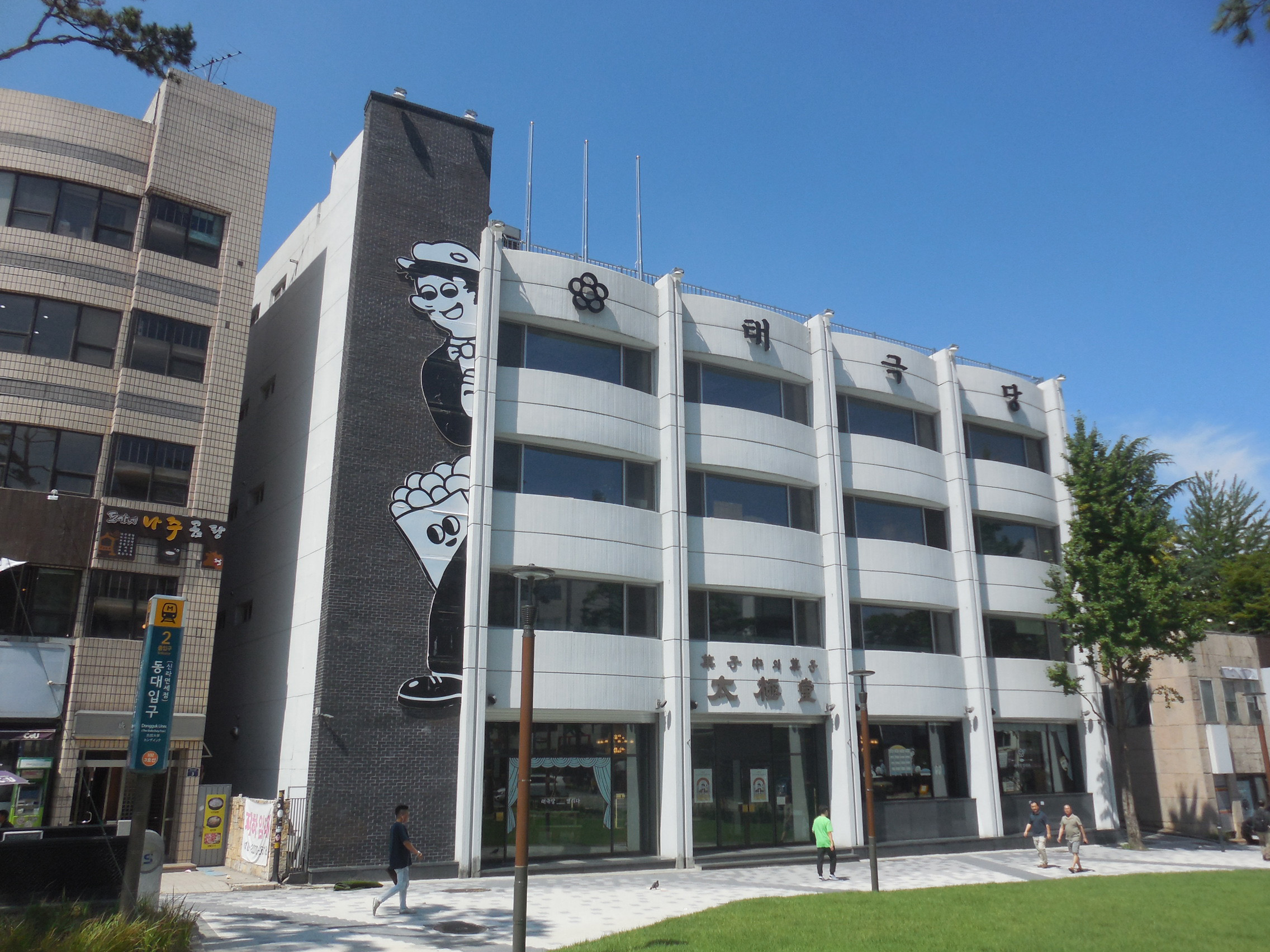
태극당 본점

태극당(太極堂)은 1946년에 개점한 서울특별시 중구 장충동에 위치한 빵집이다. ‘서울에서 가장 오래된 빵집’으로 불린다.
1946년에 명동에서 개업하였다가 1973년에, 현재의 장충동으로 이전하였다. 여러 개의 분점이 있었으나.
현재 장충동 본점만 남아 있다. 분점은 아니지만, 을지로에 위치한 디스트릭트C에 외부 매장을 열었다(베이커리 메뉴는 일부만 판매하는 카페형 매장이다). 1947년에 출시된 ‘모나카 아이스크림’, 사과잼이 들어가는 롤케이크, 한 손 크기의 ‘고방카스테라’가 태극당을 대표하는 제품이다.
2013년 7월 12일 별세한 태극당 창업주 신창근은 생전에 67년에 걸쳐 회사를 이끌었다.
장충동의 태극당 건물은 1974년에 건축된 4층 빌딩으로, 2015년 12월 11일에 1970~80년대의 모습으로 내부 리모델링을 완료하였다. 1층은 판매, 2층은 빵 생산, 3층은 아이스크림 생산, 4층은 전병 생산이 이루어진다. 2020년에는 30년 이상 영업한 장수 업체 중 선정하는 ‘백년가게’로 뽑혔다.
2025년 5월 24일 2대 신광열이 갑작스럽게 사망한 이후, 3대 신경철 대표이사 체제로 전환되었다.

## 역대 대표 이사
- 1대 신창근 (1920년 ~ 2013년) - 창업주
- 2대 신광열 (1955년 ~ 2025년)
- 3대 신경철 (1985년 ~ )

## 같이 보기
- 베이커리